# Федько Іван Федорович
Івáн Фе́дорович Федькó (24 червня (6 липня) 1897 , Хмелів, Полтавська губернія  — 26 лютого 1939 , Москва ) — радянський військовий діяч, командарм 1-го рангу. Депутат Верховної Ради СРСР 1-го скликання. Член ЦК КП(б)У в 1937—1938 роках.

## Біографія
Народився 24 червня [6 липня] 1897 року в селі Хмелів, тепер Роменський район, Сумська область, Україна. З селянської родини. У 1904—1916 роках проживав у Кишиневі, де після закінчення ремісничого училища в 1915 році працював на місцевій меблевій фабриці.
Склавши іспити на звання однорічника, у грудні 1915 року зарахований на військову службу. З квітня 1916 служив у 1-му запасному кулеметному полку в м. Ораніенбаум. У липні 1916 року в діючій армії, направлений до 420-го Сердобського полку Південно-Західного фронту. В одному з боїв був поранений.
В кінці 1916 року направлений на навчання в 4-у Київську школу прапорщиків, з якої в червні 1917 року випущений офіцером. Подальшу службу проходив у 35-му запасному піхотному полку в м. Феодосія на посаді командира взводу. У червні того ж року вступив в РКП (б). З серпня по листопад 1917 року — виборний командир батальйону. Тоді ж організував у Феодосії революційний комітет і загін Червоної гвардії, розгорнутий пізніше в Перший Чорноморський революційний полк.
Ще на стадії формування полк Федько (тоді — 1-й Чорноморський загін) здійснив рейд по Північній Таврії та Миколаївщині і взяв участь у Миколаївському повстанні 20–23 березня 1918 року. Після поразки повстання полк Федько до 1 травня бився проти німців у Північній Таврії і Криму.
Під час Громадянської війни воював на Північному Кавказі. З травня по жовтень 1918 року командував третьою та першою колонами військ Північного Кавказу. З 27 жовтня по листопад 1918 року призначений виконувачем обов'язки головнокомандувача революційними військами Північного Кавказу. У листопаді 1918 — лютому 1919 року був помічником командувача 11-ю армією. 1919 року Федько став членом РВС Кримської радянської соціалістичної республіки та заступником командувача Кримської армією. 21-27 липня 1919 року начальником Кримської стрілецької дивізії 14-ї армії, 22 липня — 11 листопада 1919 року начальником 58-ї стрілецької дивізії, яка в серпні 1919 року в складі військ 12-ї армії протягом місяця вела бої проти Збройних сил Півдня Росії, прикриваючи зі сходу війська групи при їх просуванні на північ, до Києва. За бойові відзнаки був удостоєний ордена Червоного Прапора.
1920 року командував групою військ 13-ї армії і 46-ю стрілецькою дивізією, що відзначилася особливо кривавими розправами над феодосійцями. За майстерне керівництво дивізією в боях на нікопольському плацдармі і виявлену хоробрість і мужність був нагороджений другим орденом Червоного Прапора.
У 1921 році брав участь у придушенні Кронштадтського повстання як командувач 187-ї курсантської стрілецької бригади, за що був нагороджений третім орденом Червоного Прапора. Після цього в травні 1921 року Федько брав участь у придушенні селянського повстання в Тамбовській губернії, очоливши 1-шу бойову ділянку.
Після закінчення Військової академії (1922) перебував на командних посадах у Червоній Армії: командир стрілецького корпусу (1924—1927), начальник штабу Північно-Кавказького військового округу (1928), заступник командуючого Ленінградським військовим округом (1928—1929), командуючий Кавказькою армією (1931), військами Приволзького військового округу (1932—1934), заступник командувача Особлива Червонопрапорна Далекосхідна армія (1934—1937).
З травня 1937 року по січень 1938 року — командувач військ Київського військового округу. З січня 1938 року — перший заступник Наркома оборони СРСР. Одночасно з березня 1938 року був членом Головної військової ради РСЧА.
У 1937 році був обраний депутатом Верховної Ради СРСР 1-го скликання, а на його 1-й сесії в січні 1938 року — членом Президії Верховної Ради СРСР.
7 листопада 1938 року був заарештований, звинувачений в участі у «військово-фашистській змові». 26 лютого 1939 засуджений до смертної кари й того ж дня розстріляний. Реабілітований посмертно 1956 року.

## Нагороди
Нагороджений орденом Леніна (1939), чотирма орденами Червоного Прапора (1919, 1919, 1921, 1924).

## Вшанування пам'яті за радянських часів
У с. Хмелів (1964), м. Суми (1967), м. Ромни (Пам'ятник Іванові Федьку (Ромни), 1977) були встановлені пам'ятники Федьку (нині демонтовані). Його ім'ям названо вулиці в Донецьку, Євпаторії, Севастополі, Сімферополі, Феодосії, див. вулиця Івана Федька.
Головне судно проекту 1596 виробництва ВАТ «Херсонський суднобудівний завод» танкер довжиною 178,5 м носило ім'я «Командарм Федько».
2015 року після прийняття Закону України «Про засудження комуністичного та націонал-соціалістичного (нацистського) тоталітарних режимів в Україні та заборону пропаганди їхньої символіки» прізвище Івана Федька Українським інститутом національної пам'яті було включено до списку осіб, чия діяльність підпадає під дію законів про декомунізацію.